# Dysmachus kiritschenkoi
Dysmachus kiritschenkoi är en tvåvingeart som beskrevs av Pavel Lehr 1966. Dysmachus kiritschenkoi ingår i släktet Dysmachus och familjen rovflugor. Inga underarter finns listade i Catalogue of Life.